# Diego León Torres Sánchez
Diego León Torres Sánchez (Itagüí, 23 de noviembre de 1981) es un político colombiano perteneciente al Partido Conservador. Es el alcalde de Itagüí para el periodo 2024-2027.

## Biografía
Nació en Itagüí, en el barrio La Hortensia en 1981. Abogado de profesión, durante su trayectoria ciudadana fue presidente de la junta de acción comunal de La Hortensia y Bombero Voluntario de Itagüí, en el grado de teniente.
Está casado con la profesional Pilar Álvarez. La pareja tiene un hijo, Pedro Torres Álvarez. Su nacimiento estuvo marcado por una interesante casualidad, pues el mismo día que su padre fue posesionado alcalde, el 29 de diciembre de 2023, nació el bebé de la pareja.
Siendo abogado ingresó a la rama judicial como practicante y luego oficial mayor de Juzgado; realizó una especialización en derechos humanos y litigio internacional.
En el sector público ha desempeñado importantes cargos como Delegado de Derechos Humanos de la Personería de Itagüí, Fiscal Antinarcóticos en la Fiscalía General de la Nación (Colombia) y posteriormente como Secretario de Gobierno de Itagüí, durante la administración del Alcalde José Fernando Escobar Estrada.
Con más de 46.000 votos, fue elegido como alcalde de Itagüí el 29 de octubre de 2023.
Como parte del Cuerpo de Bomberos Voluntarios de Itagüí, Diego Torres asistió a su acto de posesión utilizando el uniforme de gala de esta institución, con la idea de rendirle un homenaje a una de las instituciones más representativas de este municipio.
Como alcalde, fue elegido por la Federación de Municipios (FCM) para representar a los alcaldes de Colombia en la Junta Nacional de Bomberos del país, ostentando como el representante de todos los municipios asociados, quienes tienen derecho a un asiento en esta junta.